# Marjory Stoneman Douglas
Marjory Stoneman Douglas (Minneapolis, 7 aprile 1890 – Coconut Grove, 14 maggio 1998) è stata una giornalista e scrittrice statunitense, sostenitrice del suffragio femminile e ambientalista nota per la sua ferma difesa delle Everglades contro gli sforzi per drenarla e recuperare le terre per lo sviluppo.

## Primi anni
Marjory Stoneman nacque nel 1890 a Minneapolis. Era una lettrice precoce e vorace. Il suo primo libro letto fu Alice nel Paese delle Meraviglie, che conservò fino all'età adulta. Visitò la Florida quando aveva quattro anni e il suo ricordo più vivido del viaggio fu quando raccolse un'arancia da un albero al Tampa Bay Hotel. Da lì lei e i suoi genitori si imbarcarono in una crociera da Tampa a L'Avana .
Quando aveva sei anni i genitori di Marjory si separarono. Suo padre subì una serie di fallimenti imprenditoriali e l'instabilità portò sua madre a trasferirli bruscamente nella casa della famiglia Trefethen a Taunton, nel Massachusetts. Visse con la madre, la zia e i nonni, che non andavano d'accordo e parlavano costantemente di suo padre, con suo sgomento. Sua madre, che Marjory definiva "molto tesa", fu ricoverata più volte in un ospedale psichiatrico di Providence. La separazione dei suoi genitori e la litigiosità della famiglia di sua madre la fecero soffrire di terrori notturni.
A sedici anni contribuì alla pubblicazione per bambini più popolare del giorno, il St. Nicholas Magazine,divenendo la prima editrice di F. Scott Fitzgerald, Rachel Carson e William Faulkner. Nel 1907 ricevette un premio dal Boston Herald per An Early Morning Paddle, la storia di un ragazzo che guarda l'alba da una canoa. Man mano che la salute mentale di sua madre si deteriorava, Marjory assunse maggiori responsabilità, gestendo infine alcune delle finanze familiari e acquisendo una maturità che le fu imposta dalle circostanze.
Partì per il college nel 1908, nonostante i gravi dubbi sullo stato mentale di sua madre. Sua zia e sua nonna condividevano le sue preoccupazioni, ma riconoscevano che doveva partire per iniziare la propria vita. Studiò di diritto al Wellesley College, laureandosi in lingua inglese nel 1912. Dopo la laurea sua madre morì di cancro.
Marjory Stoneman sposò Kenneth Douglas nel 1914, di 30 anni più anziano, ma il matrimonio fallì rapidamente in quanto era già sposato con un'altra donna.

## Carriera da scrittrice
Douglas si recò in Florida dove raggiunse suo padre Frank Stoneman, primo editore del Miami Herald, il quale si oppose al governatore della Florida Napoleon Broward e ai suoi tentativi di prosciugare le Everglades.
Douglas si unì allo staff del giornale nel 1915. Iniziò come editorialista della società a scrivere di tea party ed eventi della società.
Douglas ricevette l'incarico nel 1916 di scrivere una storia sulla prima donna di Miami che si unì alla US Naval Reserve. Quando la donna non si presentò per l'intervista, la stessa Douglas si unì alla Marina come prima classe Yeoman (F). In seguito si unì alla Croce Rossa americana, che la mandò a Parigi, dove assistette alle tumultuose celebrazioni in Rue de Rivoli quando fu firmato l'Armistizio e curò i rifugiati di guerra.
Dopo la guerra divenne assistente alla redazione del Miami Herald e curò la sua rubrica quotidiana The Galley, diventando una celebrità locale. Promosse una pianificazione urbana responsabile quando Miami visse un boom demografico di 100.000 abitanti in un decennio. Sostenne il suffragio femminile, i diritti civili e una migliore igiene, opponendosi al proibizionismo e alle tariffe del commercio estero.

### Scrittrice indipendente
Dopo aver lasciato la rivista nel 1923, Douglas iniziò a scrivere brevi racconti, molti dei quali furono pubblicati nel The Saturday Evening Post. I temi ricorrenti delle sue storie erano il sud della Florida, i Caraibi e l'Europa della prima guerra mondiale, e i suoi personaggi erano indipendenti, spesso donne strambe o giovani con problemi di natura sociale.
Durante gli anni '30 fu incaricata di scrivere un opuscolo a sostegno di un giardino botanico chiamato An argument for the establishment of a tropical botanical garden in South Florida. Il suo successo la portò a essere richiesta nei garden club dove tenne discorsi in tutta l'area, quindi a far parte del consiglio di amministrazione per supportare il Fairchild Garden. In seguito definì il giardino "uno dei più grandi successi per l'intera area".
Scrisse alcune opere teatrali per il Miami Theatre, tra cui The Gallows Gate e Storm Warnings., e produsse la prefazione alla guida del Works Progress Administration di Miami.
Inoltre lavorò come redattrice per la University of Miami Press dal 1960 al 1963. Nel 1952 pubblicò il suo primo romanzo Road to the Sun. e successivamente diversi libri di saggistica su argomenti regionali tra cui il birdwatching in Florida. La sua autobiografia Marjory Stoneman Douglas: Voice of the River fu pubblicata nel 1987. Inoltre lavorò per anni a un libro su W. H. Hudson, viaggiando diverse volte in Argentina e in Inghilterra.

### The Everglades: River of Grass
All'inizio degli anni '40 Douglas fu contattata da un editore per contribuire alla serie Rivers of America scrivendo sul fiume Miami. Per cinque anni ricercò ciò che poco si sapeva sull'ecologia e sulla storia delle Everglades e del sud della Florida. Douglas trascorse del tempo con il geologo Garald Parker, che scoprì che l'unica fonte di acqua dolce della Florida meridionale era la falda acquifera Biscayne, ed era riempita dalle Everglades.
The Everglades: River of Grass fu pubblicato nel 1947. La prima riga del libro, "Non ci sono altre Everglades al mondo", accoglie i visitatori del sito web del Parco nazionale delle Everglades. Douglas caratterizzò le Everglades come un ecosistema che circonda un fiume degno di protezione, inevitabilmente collegato alle popolazioni e alle culture della Florida meridionale. Delineò la sua imminente scomparsa nell'ultimo capitolo intitolato The Eleventh Hour.
The Everglades: River of Grass galvanizzò le persone per proteggere le Everglades ed è stato confrontato con l'esposizione di Rachel Carson del 1962 degli effetti dannosi del DDT, Primavera silenziosa: entrambi i libri sono "inviti rivoluzionari all'azione che hanno fatto notare cittadini e politici". Il suo impatto è ancora sentito in quanto si afferma che sia uno dei motivi principali per cui la Florida riceva così tanti turisti, e "rimane il riferimento definitivo sulla difficile situazione delle Everglades della Florida". Il Christian Science Monitor ha scritto a proposito nel 1997: "Oggi il suo libro non è solo un classico della letteratura ambientale, ma sembra anche un progetto per quello che gli ambientalisti chiamano il più vasto progetto di restauro ambientale mai intrapreso in qualsiasi parte del mondo".

## Attivismo
Il suffragio femminile fu uno dei primi interessi di Douglas, e sebbene tendesse a evitare le polemiche nei suoi primi lavori al Miami Herald. Nel 1917 viaggiò con Mary Baird Bryan, la moglie di William Jennings Bryan, e altre due donne a Tallahassee per parlare a sostegno del diritto di voto delle donne.
Nel 1948 fece parte del comitato di liquidazione dei bassifondi di Coconut Grove, con una sua amica di nome Elizabeth Virrick, che era inorridita nell'apprendere che nessuna acqua corrente o fognature erano collegate alla parte segregata razzialmente di Coconut Grove. Contribuirono ad approvare una legge che imponeva a tutte le case di Miami di avere servizi igienici e vasche da bagno. Nei due anni necessari per far passare il referendum, lavorarono per organizzare un'operazione di prestito per i residenti neri di Coconut Grove.

### Lavoro alle Everglades
Stoneman Douglas fu coinvolta nelle Everglades negli anni 1920, quando entrò a far parte del comitato dell'Everglades Tropical National Park Committee, un gruppo guidato da Ernest F. Coe e dedicato all'idea di creare un parco nazionale nelle Everglades. Negli anni '60 le Everglades correvano un imminente pericolo di estinzione a causa della grave cattiva gestione in nome del progresso, dello sviluppo immobiliare e agricolo. Nel 1969 Douglas fondò Friends of the Everglades per protestare contro la costruzione di un aeroporto nella parte di Big Cypress.
Continuò il suo attivismo contro due entità che riteneva stessero facendo il maggior danno alle Everglades, una coalizione di coltivatori di canna da zucchero di nome Big Sugar accusata di inquinare il lago Okeechobee, e il Corpo degli Ingegneri dell'Esercito che stava deviando il flusso naturale dell'acqua.
Il governatore della Florida Lawton Chiles spiegò il suo impatto dicendo: "Marjory è stata la prima voce a svegliare davvero molti di noi su quello che stavamo facendo per la nostra qualità della vita. Non era solo una pioniera del movimento ambientalista, era una profeta, che ci chiamava per salvare l'ambiente per i nostri figli e nipoti."

### Altre cause
Douglas fu anche membro fondatore del primo capitolo dell'American Civil Liberties Union organizzato nel Sud negli anni '50. Prestò il suo sostegno all'emendamento sulla parità dei diritti. Negli anni '80 prestò il suo sostegno ai servizi legali rurali della Florida, un gruppo che lavorava per proteggere i lavoratori agricoli migranti incentrati su Belle Glade e impiegati principalmente nell'industria della canna da zucchero. Scrisse al governatore Bob Graham nel 1985 per incoraggiarlo a valutare le condizioni subite dai lavoratori migranti.

## Morte ed eredità
Marjory Stoneman Douglas morì all'età di 108 anni nel 1998. Carl Hiaasen la encomiò nel Miami Herald, definendo The Everglades: River of Grass monumentale.
Nel 1986 la National Parks Conservation Association ha istituito il Marjory Stoneman Douglas Award, che premia chi sostiene la protezione del sistema dei parchi nazionali. Ricevette una visita della regina Elisabetta II, alla quale Douglas diede una copia firmata di The Everglades: River of Grass nel 1991.
Il 30 novembre 1993 il presidente Bill Clinton le assegnò la medaglia presidenziale per la libertà, il più alto riconoscimento civile concesso dagli Stati Uniti d'America.
Fu inserita postuma nella National Wildlife Federation Hall of Fame nel 1999 e nella National Women's Hall of Fame nel 2000.
La Marjory Stoneman Douglas High School è intitolata a suo nome.

## Opere

### Libri
- The Everglades: River of Grass. Rinehart, 1947. OCLC 959200390
- Road to the Sun. Rinehart, 1952. OCLC 851571457
- Freedom River Florida 1845. Charles Scribner's Sons, 1953. OCLC 299869
- Hurricane. Rinehart, 1958 (revised, 1976). ISBN 9780891760153, OCLC 4106064
- Alligator crossing. John Day, 1959. OCLC 51009556
- The Key to Paris. Keys to the Cities Series. Lippincott, 1961. OCLC 750448010
- Florida the Long Frontier. Harper & Row, 1967. OCLC 168513
- The Joys of Bird Watching in Florida. Hurricane House, 1969. OCLC 85431
- Adventures in a Green World – The Story of David Fairchild and Barbour Lathrop. Field Research Projects. 1973. OCLC 984925
- Marjory Stoneman Douglas: Voice of the River. with John Rothchild. Pineapple Press, Inc. 1987. ISBN 9780910923330, OCLC 15133543

### Raccolte di racconti
- Nine Florida Stories by Marjory Stoneman Douglas. Ed. Kevin M. McCarthy. University of North Florida, 1990. ISBN 9780813009827 OCLC 20595935
  - "Pineland"
  - "A Bird Dog in the Hand"
  - "He Man"
  - "Twenty Minutes Late for Dinner"
  - "Plumes"
  - "By Violence"
  - "Bees in the Mango Bloom"
  - "September-Remember"
  - "The Road to the Horizon"
- A River in Flood and Other Florida Stories by Marjory Stoneman Douglas. Ed. Kevin M. McCarthy. University Press of Florida, 1998. ISBN 9780813016221, OCLC 39340225
  - "At Home on the Marcel Waves"
  - "Solid Mahogany"
  - "Goodness Gracious, Agnes"
  - "A River in Flood"
  - "The Mayor of Flamingo"
  - "Stepmother"
  - "You Got to Go, But You Don't Have to Come Back"
  - "High-Goal Man"
  - "Wind Before Morning"

## Nella cultura di massa
In un episodio de I Simpson del 1990 Lisa crea un centrotavola per un altarino che venera Douglas.